# Konfiskata majątku Rosyjskiego Kościoła Prawosławnego w 1922

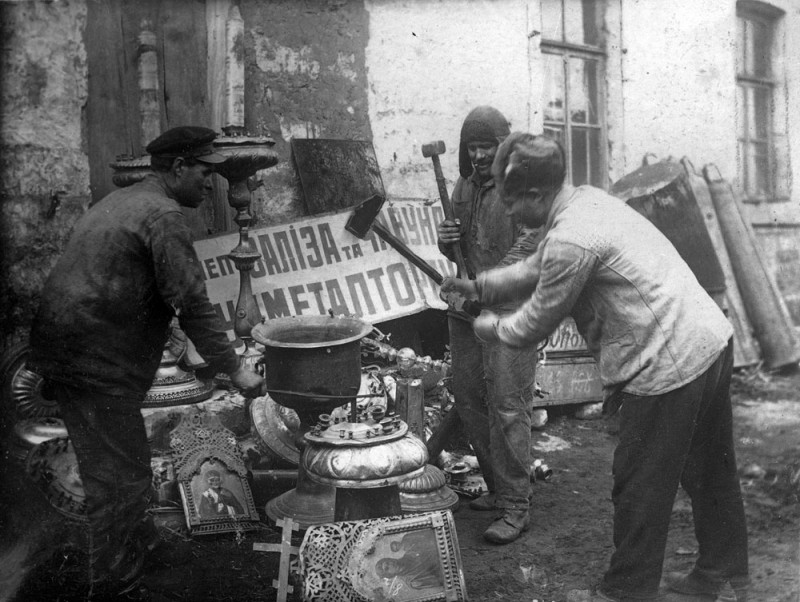
Pracownicy fabryki w Charkowie rozbijają naczynia kościelne, aby wykorzystać je jako złom. Rok 1922

Konfiskata majątku Rosyjskiego Kościoła Prawosławnego w 1922 r. – akcja przejmowania ruchomego majątku Rosyjskiego Kościoła Prawosławnego podjęta po wybuchu klęski głodu na Powołżu w 1921 r. Oficjalnym celem konfiskat cennych przedmiotów wykorzystywanych przez prawosławnych w czasie odprawiania Świętej Liturgii była chęć pozyskania środków finansowych na walkę z głodem. W rzeczywistości rząd bolszewicki, mimo faktycznego wykorzystania na ten cel pozyskanych przedmiotów, traktował akcję również jako okazję do kolejnego zdecydowanego ataku na Kościół prawosławny.

## Tło wydarzeń

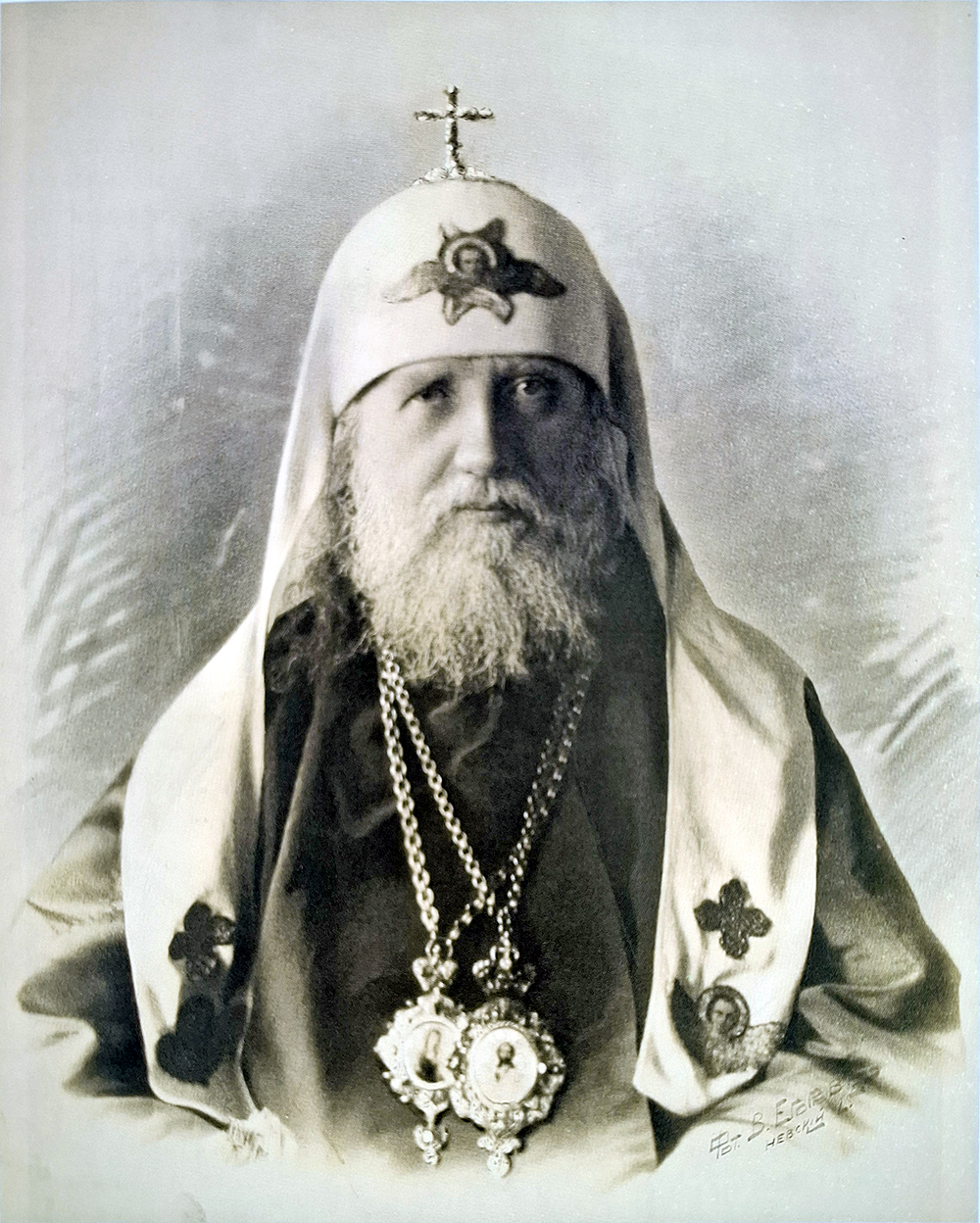
Patriarcha Tichon

Ateizm, oparty na argumentacji Karola Marksa, stanowił jeden z integralnych elementów ideologii komunistycznej, na której oparty był program Rosyjskiej Komunistycznej Partii (bolszewików). W związku z tym od momentu przejęcia władzy w Rosji po rewolucji październikowej bolszewicy podjęli działania, które miały podważyć pozycję Rosyjskiego Kościoła Prawosławnego, a w dalszej perspektywie doprowadzić do jego całkowitej likwidacji. 19 lutego 1919 Rada Komisarzy Ludowych, której przewodniczył Włodzimierz Lenin, zadekretowała nielegalność posiadania przez Rosyjski Kościół Prawosławny wszelkiego majątku nieruchomego. Wcześniej, 19 stycznia, rząd znacjonalizował majątek cerkiewny uzyskany przed rewolucją, jak również zabronił Kościołowi pozyskiwania nowych nieruchomości, zaś 28 stycznia – wszystkie konta bankowe należące do organizacji związanych z Kościołem. Miały miejsce również przypadki spontanicznego plądrowania cerkwi i napaści na monastery lub kapłanów dokonywane przez lokalnych działaczy partyjnych lub żołnierzy tworzącej się Armii Czerwonej. Rząd podjął także zorganizowaną akcję otwierania rak z relikwiami.
Mimo początkowej zdecydowanej postawy antybolszewickiej, patriarcha Moskwy Tichon w 1919 w kolejnych listach pasterskich zabronił duchownym prawosławnym angażowania się w działalność polityczną, zaś wiernych wezwał do rezygnacji z zemsty za poniesione krzywdy. W oficjalnym apelu prosił również, by wierni byli posłuszni rządowi w tych działaniach, które nie naruszały zasad etyki chrześcijańskiej.

## Rozpoczęcie akcji konfiskaty
Zdaniem Richarda Pipesa głównym inicjatorem działań mających na celu konfiskatę ruchomych majątków był Lenin, który chciał zniszczyć przejawy samodzielnej działalności wszelkich instytucji pozarządowych przed planowanym wdrożeniem NEP-u. Autor ten uważa, że celem akcji z 1922 było całkowite zniszczenie względnej samodzielności, jaką posiadały – mimo wszystkich restrykcji – instytucje religijne. Równocześnie zdaniem Pipesa pomysłodawcą konkretnego sposobu przeprowadzenia ataku na Rosyjski Kościół Prawosławny miał być Lew Trocki. Wiadomo również, że sam patriarcha Tichon proponował przekazanie na pomoc ofiarom głodu liturgicznych naczyń niepoświęconych, których przeznaczenie na cele świeckie nie było – zgodnie z prawem kanonicznym – świętokradztwem. Jego oferta nie spotkała się jednak z akceptacją, chociaż władze początkowo zainteresowały się nią, a nawet pozwoliły na publikację apelu patriarchy w prasie.
W lutym 1922 w prasie partyjnej zaczęły się pojawiać artykuły sugerujące możliwość wykorzystania kosztowności cerkiewnych na cel pomocy głodującym. Temat ten był również poruszany na mniej lub bardziej spontanicznych zebraniach organizowanych przez bolszewików. Wówczas patriarcha Tichon ponownie zaoferował dobrowolne przekazanie przedmiotów niepoświęconych oraz kwoty równej wartości pozostałych kosztowności. Wprowadzał przy tym szereg zastrzeżeń, mających pogodzić akcję z prawem kanonicznym: przedmioty niepoświęcone nie miały być dotykane przez osoby świeckie, ponadto w przypadku wypadków świętokradztwa duchowni mieli nie podpisywać protokołu konfiskaty. Bolszewicy jednak odmówili, chociaż przywództwo partyjne nie było jednomyślne w sprawie dalszego postępowania. Padały głosy, że otwarty konflikt z Cerkwią pogorszy międzynarodową sytuację Rosji Radzieckiej. O podjęciu konfiskaty przesądził fakt zbliżania się konferencji w Genui, której przedmiotem miał być rosyjski dług zagraniczny zaciągnięty przed rewolucją październikową. Lenin uznał, że kraje zachodnie zbyt bardzo liczą na odzyskanie wierzytelności, by podjąć czynną obronę Rosyjskiego Kościoła Prawosławnego. Dekretem z 26 lutego Rada Komisarzy Ludowych postanawiała konfiskatę wszystkich cennych przedmiotów należących do Cerkwi, niezależnie od ich przeznaczenia. Reakcją patriarchy była zdecydowana odmowa dobrowolnego przekazania przedmiotów, które były bezpośrednio używane w czasie nabożeństw. Decyzję tę rząd przedstawił jako dowód antychrześcijańskiego postępowania Cerkwi i jej obojętności wobec nieszczęścia wiernych. Patriarcha Tichon twierdził przy tym, że naczynia używane w czasie liturgii są dobrem narodowym, należą do wszystkich Rosjan, dlatego ich niszczenie byłoby naganne. Podkreślał, że przemoc nie może być środkiem pozyskiwania środków dla głodujących, choć uznawał konieczność udzielenia im pomocy i zaangażowania Cerkwi w tym zakresie. Jego apel został jednak powszechnie odczytany jako wezwanie do oporu wobec przeprowadzających konfiskatę.

## Przebieg konfiskaty

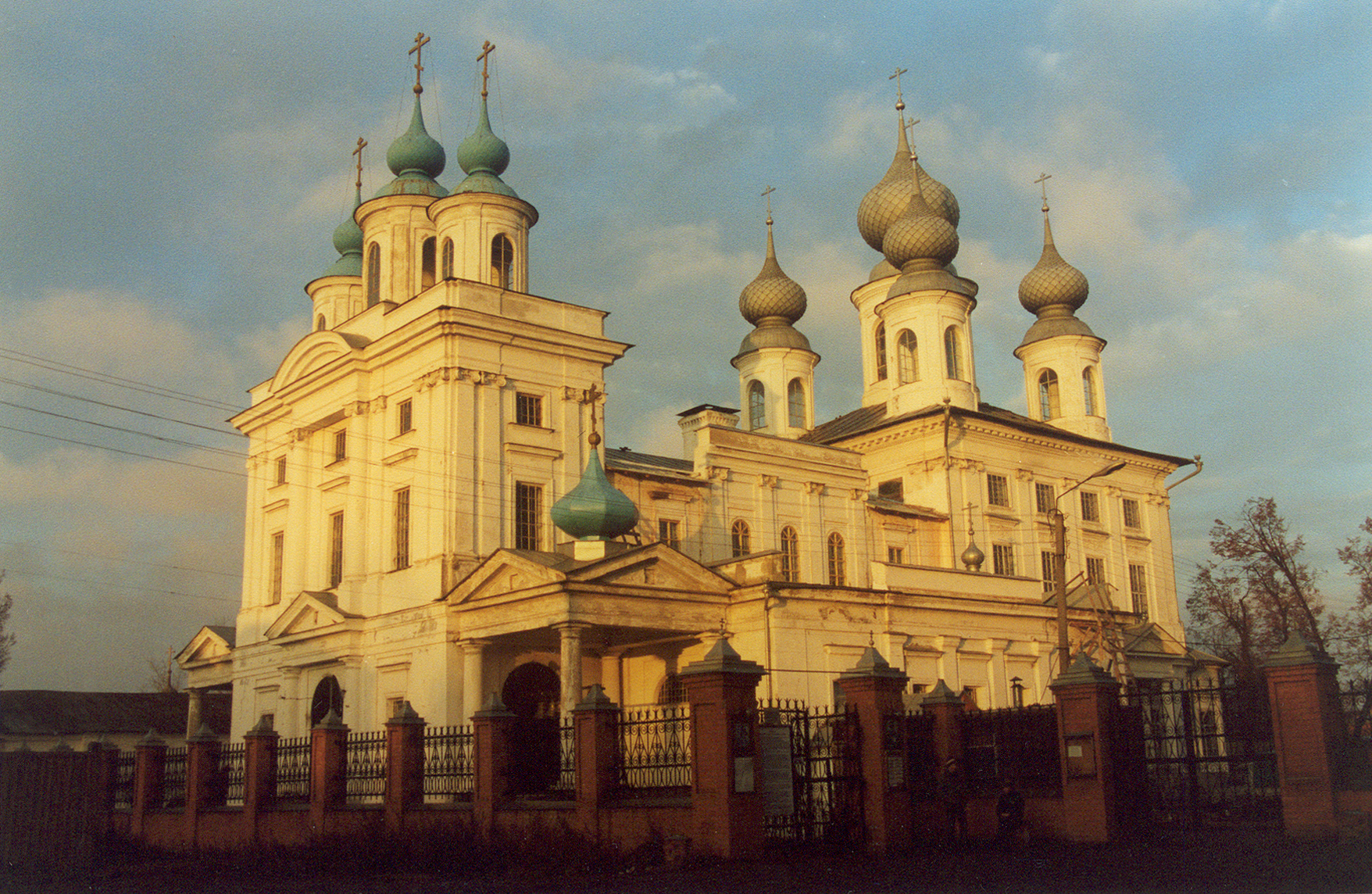
Sobór Zmartwychwstania Pańskiego w Szui. Przed tym budynkiem doszło do starcia pomiędzy wiernymi broniącymi wyposażenia cerkwi i przeprowadzającymi akcję konfiskaty

Przejmowanie cennych przedmiotów znajdujących się w cerkwiach spotkało się z oporem społecznym, częściowo organizowanym przez duchowieństwo prawosławne, częściowo zaś całkowicie spontanicznym. Według cytowanych przez Pipesa źródeł radzieckich ok. 250 przypadków czynnego protestu przeciw konfiskacie trafiło przed Trybunał Rewolucyjny. Radzieckie gazety pisały nawet o 1414 „krwawych zajściach”. Szczególnym echem odbiły się wydarzenia w mieście Szuja, ośrodku przemysłu włókienniczego, gdzie przedstawiciele partii zdołali przejąć kosztowności dopiero po wsparciu ich przez wojsko, przy czym najprawdopodobniej padło wówczas 4–5 ofiar śmiertelnych.
Nie wszyscy jednak duchowni prawosławni wzywali do czynnej obrony majątku cerkiewnego. Metropolita piotrogrodzki Beniamin uznał zasadność akcji konfiskaty, postawił jednak (poparty przez Radę Eparchialną złożoną ze świeckich) trzy warunki: władze miały udowodnić, że przekazywane przedmioty zostaną wykorzystane wyłącznie na rzecz walki z głodem, kontrola środków uzyskanych poprzez sprzedaż kosztowności pochodzenia cerkiewnego miała być oddana w ręce wiernych, zaś całość działań w tym kierunku miała być pobłogosławiona przez patriarchę Tichona. W odpowiedzi władze zaakceptowały jedynie postulat o kontroli wiernych nad sprzedażą, co – po początkowych wahaniach – skłoniło metropolitę do zaostrzenia stanowiska. Beniamin stale podkreślał jednak, że w pierwszej kolejności należy dążyć do uniknięcia przelewu krwi. Po kolejnym posiedzeniu Rady Eparchialnej metropolita delegował Aleksandra Wwiedenskiego i Aleksandra Bojarskiego do dalszych rozmów z władzami miasta. Ostatecznie osiągnięte zostało porozumienie, na mocy którego cenne przedmioty liturgiczne miały być konfiskowane, jednak wierni, którzy byliby skłonni z własnych kieszeni przekazać równowartość tych przedmiotów, mogliby doprowadzić do zatrzymania w swoich parafiach znajdujących się tam utensyliów. Beniamin wezwał również wiernych, by nie stawiali czynnego oporu wobec rekwirujących. Efektem były bardzo sprawne postępy akcji konfiskat na terenie Piotrogrodu, co zostało uwzględnione w oficjalnych raportach miejskiej milicji robotniczej.
O wiele większym echem odbijały się jednak wydarzenia, w których do starć dochodziło. Analizując przebieg zajść w Szui Lenin wydał obszerny memoriał, w którym wzywał do natychmiastowej i radykalnej kontynuacji konfiskat, twierdząc, że tylko w czasie klęski głodu można liczyć na względnie poparcie społeczne dla akcji antycerkiewnej. Wzywał również do zdecydowanej rozprawy z opozycyjnym duchowieństwem, w tym do masowego wydawania wyroków śmierci na „czarnosecinnych księży”. Mimo tego Politbiuro postanowiło 16 marca wstrzymać czasowo konfiskatę, wysyłając stosowne polecenie do organizacji terenowych w trzy dni później.
Apel Lenina wywołał kolejną zmianę w polityce władz: 22 marca Komisja ds. Kosztowności podjęła decyzję o ponownym przystąpieniu do rekwizycji, a także do działania na rzecz podziału w łonie duchowieństwa. Komisja pragnęła doprowadzić do otwartego konfliktu między kapłanami zgadzającymi się na rekwizycję a tymi, którzy byli zdecydowanie jej przeciwni. Podjęła również decyzję o sprzedaży pozyskanych kosztowności za granicą. Kolejnym uderzeniem w Cerkiew była również seria procesów osób, które brały udział w społecznym oporze przeciw rekwizycji. Części oskarżonych przedstawiono zarzut działalności kontrrewolucyjnej, przypisywano im również współpracę z jednoznacznie monarchistycznym Rosyjskim Kościołem Prawosławnym poza granicami Rosji. Na śmierć skazano trzech organizatorów oporu w Szui oraz 11 uczestników zajść w Moskwie, przy czym sześciu z nich – podobno na życzenie Trockiego – ułaskawiono. W kwietniu Lenin opowiedział się jeszcze wyraźnie za kontynuowaniem podobnej polityki, stwierdzając jednoznacznie, iż należy rozstrzeliwać jak największą liczbę duchownych. Równolegle prowadzona była propagandowa akcja antyreligijna kierowana przez Związek Wojujących Bezbożników i jego przewodniczącego Jemieljana Jarosławskiego.
Z akcją konfiskaty związany był również pokazowy proces metropolity piotrogrodzkiego Beniamina, przeprowadzony w czerwcu i lipcu 1922 w Piotrogrodzie. Beniamin, który zaostrzył swoje stanowisko po początkowej akceptacji akcji konfiskaty, został oskarżony o podburzanie ludności do działań antyrządowych, skazany na śmierć i rozstrzelany, nie bez inspiracji ruchu Żywej Cerkwi.

## Bilans konfiskaty
Zdaniem Richarda Pipesa kampania konfiskat majątku ruchomego Rosyjskiego Kościoła Prawosławnego pociągnęła za sobą ok. 8000 ofiar śmiertelnych. Autor ten uwzględnia jednak nie tylko ludzi zabitych bezpośrednio w czasie starć o kosztowności lub skazanych na śmierć w procesach, ale również duchownych i świeckich, którzy stracili życie z powodów związanych z religią, ale niekoniecznie bezpośrednio z akcją konfiskaty (np. biskup Tobolska Hermogen (Dołganiow)). We wrześniu 1922, po oficjalnym zakończeniu akcji, władze powiadomiły o uzyskaniu za sprawą sprzedaży skonfiskowanych przedmiotów 8 bilionów rubli przeznaczonych dla ofiar głodu. Jednak w tym samym roku Izwiestija pisały już o sumie 4–10 mln dolarów, zaś samą ilość skonfiskowanych przedmiotów uznały za „śmiesznie małą”. Zdaniem Pipesa tylko niewielka część tej kwoty została spożytkowana na cele deklarowane przez rząd. Z jego stanowiskiem polemizował Andrzej Witkowicz, twierdząc, że bolszewicy faktycznie wykorzystali pozyskane sumy na cele społeczne. Autor ten kwestionuje również liczbę 8 tys. ofiar, twierdząc, że jest ona zawyżona, i wskazując, że śmierć poniosło jedynie ok. 2 tys. osób.